# El Ballestar
El Ballestar de la Tenencia (también Bellestar, el Ballestar según la Generalidad Valenciana, Ballestar según el Ayuntamiento y Bellestar a la carta puebla) es un núcleo de población del municipio de Puebla de Benifasar (Castellón) España. Está situado en la comarca del Bajo Maestrazgo, y en la histórica comarca de la Tenencia de Benifasar, al extremo norte de Castellón, al límite septentrional del Comunidad Valenciana y a los pies del macizo de los Puertos.
Su gentilicio es ballestarense. La población estable, de hecho, es de 12; a pesar de que hay censadas 45 personas.
Fue construido sobre un cerro, a 710 metros de altitud. La superficie total del pueblo, con 41,84 km², es la de mayor extensión de la Tenencia de Benifasar.

Escudo de Ballestar

## Ubicación
Desde Barcelona o Castellón de la Plana, siguiendo la AP-7 hasta la salida 42, en dirección a Vinaroz por la N-238, para desviarse en pocos metros por la CS-V-3001 hacia San Rafael del Río. Desde aquí, hay que ir en dirección a la Cénia (entrante por la Cénia Norte) para coger la CS-V-3102 hasta El Ballestar.

## Etimología

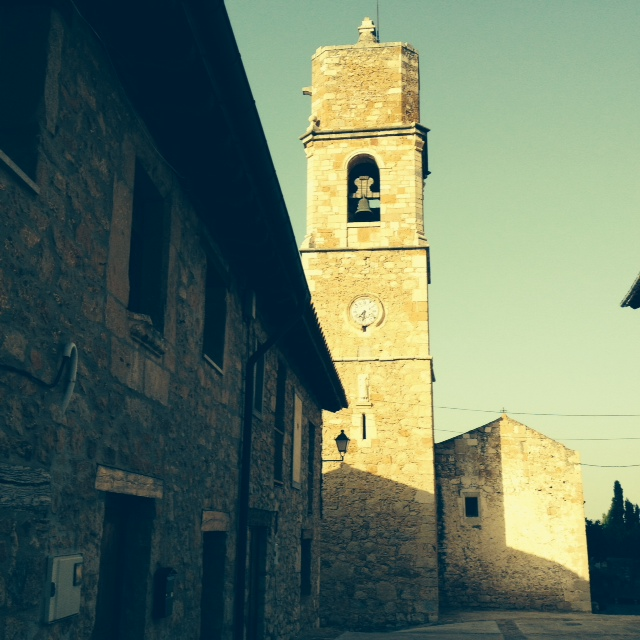
La iglesia parroquial de El Ballestar

Según algunos historiadores el nombre de Bellestar o Ballestar proviene de Bello-Estar, que junto con la e abierta habitual al catalán en general y a la Tenencia en particular, y según Miquel Àngel Pradilla del Instituto de Estudios Catalanes, por la asimilación a la vocal tónica (que en este caso es la -a final), daría fuerza a la ortografía Bellestar, que es la que emplea la Enciclopedia Catalana, que además añade el apelativo «de la Tenencia». La Carta Puebla lo menciona varias veces, siempre como Bellestar (sin el artículo).
Desde hace más de un siglo y por motivos desconocidos el nombre ha evolucionado hasta que en la actualidad hay varias ortografías utilizadas por entes oficiales, a pesar de que el Ayuntamiento opta desde su página web por El Ballestar.

## Historia

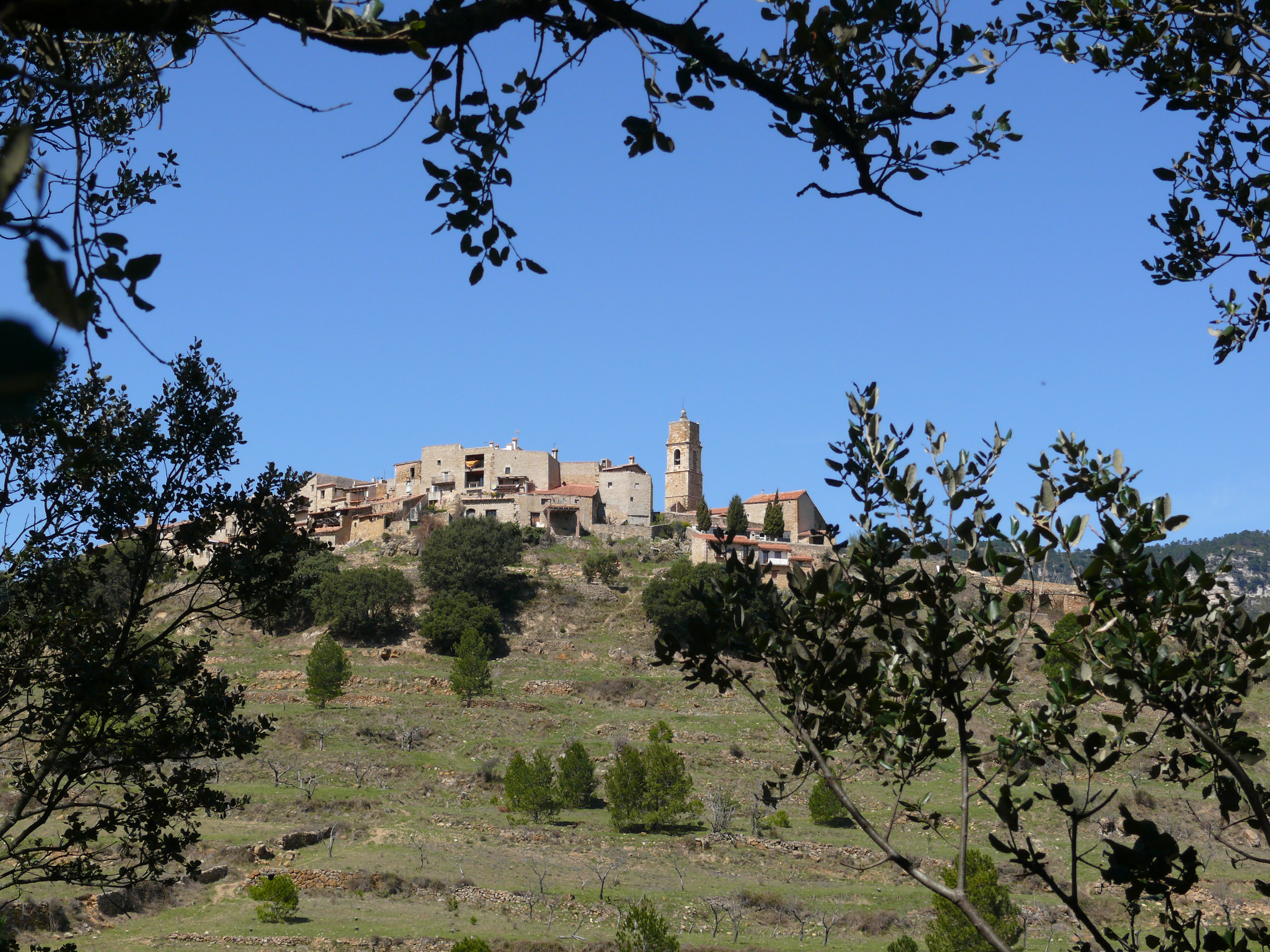
Vista del pueblo arriba del promontorio

La historia de El Ballestar está vinculada al antiguo monasterio del Císter de Santa María de Benifasar. Según las crónicas del monasterio, sus habitantes trabajaban como jornaleros para el mencionado convento, situado a unos tres kilómetros de El Ballestar. 
El monasterio tiene su origen en la donación que hizo Pedro II, el 1208, del castillo y la comarca de Benifasar a Guillem de Cervera, más tarde monje de Poblet, monasterio de la Orden del Císter, al cual hizo donación del lugar de Benifasar.
El 1233, Jaime I el Conquistador confirmó la donación y encomendó a los monjes de Poblet la fundación de un monasterio en estas tierras. La creación del monasterio propició la población de la comarca denominada la Tenencia. Los pueblos que la forman son: El Ballestar, Puebla de Benifasar, El Bojar, Corachar, Fredes, Bel y Castell de Cabres. En un principio, estos pueblos eran granjas que el monasterio explotaba con sus propios elementos: un monje, algunos conversos y masoveros en cada una. Después fueron pobladas, y así fue el caso de El Ballestar y de la Puebla de Benifasar en 1261, con la obligación de pagar diezmos, primicias y novenas al monasterio y al obispo.
La impronta del monasterio al pueblo se hace patente en el campanario de la iglesia donde, bajo la esfera del reloj, se encuentra una lauda sepulcral de piedra cortada del siglo XV, representando a un caballero vestido con el hábito cisterciense.

## Demografía
| Gráfica de evolución demográfica de El Ballestar entre 1842 y 1970 |
| |
| Población de derecho según los censos de población del INE Población de hecho según los censos de población del INEEntre el censo de 1981 y el anterior, este municipio desaparece porque se integra en el municipio Puebla de Benifasar. |

| 1877 | 1887 | 1897 | 1900 | 1910 | 1920 | 1930 | 1940 | 1950 | 1960 | 1970 |
| ---- | ---- | ---- | ---- | ---- | ---- | ---- | ---- | ---- | ---- | ---- |
| 459  | 467  | 442  | 446  | 459  | 412  | 339  | 342  | 257  | 224  | 135  |

| 2000 | 2001 | 2002 | 2003 | 2004 | 2005 | 2006 | 2007 |
| ---- | ---- | ---- | ---- | ---- | ---- | ---- | ---- |
| 72   | 57   | 57   | 41   | 46   | 39   | 46   | 54   |

## Lugares de interés
- Los estrechos, situados al sur de la población. Es un desfiladero de gran profundidad.